# Norra Lången
Norra Lången är en sjö i Örebro kommun i Närke och ingår i Norrströms huvudavrinningsområde. Sjön har en area på 0,96 kvadratkilometer och ligger 38 meter över havet. Sjön avvattnas av vattendraget Lillån.

## Delavrinningsområde
Norra Lången ingår i det delavrinningsområde (658509-146449) som SMHI kallar för Utloppet av Norra Lången. Medelhöjden är 56 meter över havet och ytan är 14,93 kvadratkilometer. Det finns inga avrinningsområden uppströms utan avrinningsområdet är högsta punkten. Lillån som avvattnar avrinningsområdet har biflödesordning 2, vilket innebär att vattnet flödar genom totalt 2 vattendrag innan det når havet efter 223 kilometer. Avrinningsområdet består mestadels av skog (45 procent), öppen mark (13 procent) och jordbruk (33 procent). Avrinningsområdet har 0,96 kvadratkilometer vattenytor vilket ger det en sjöprocent på 6,4 procent.